# Mittelspannungsnetz

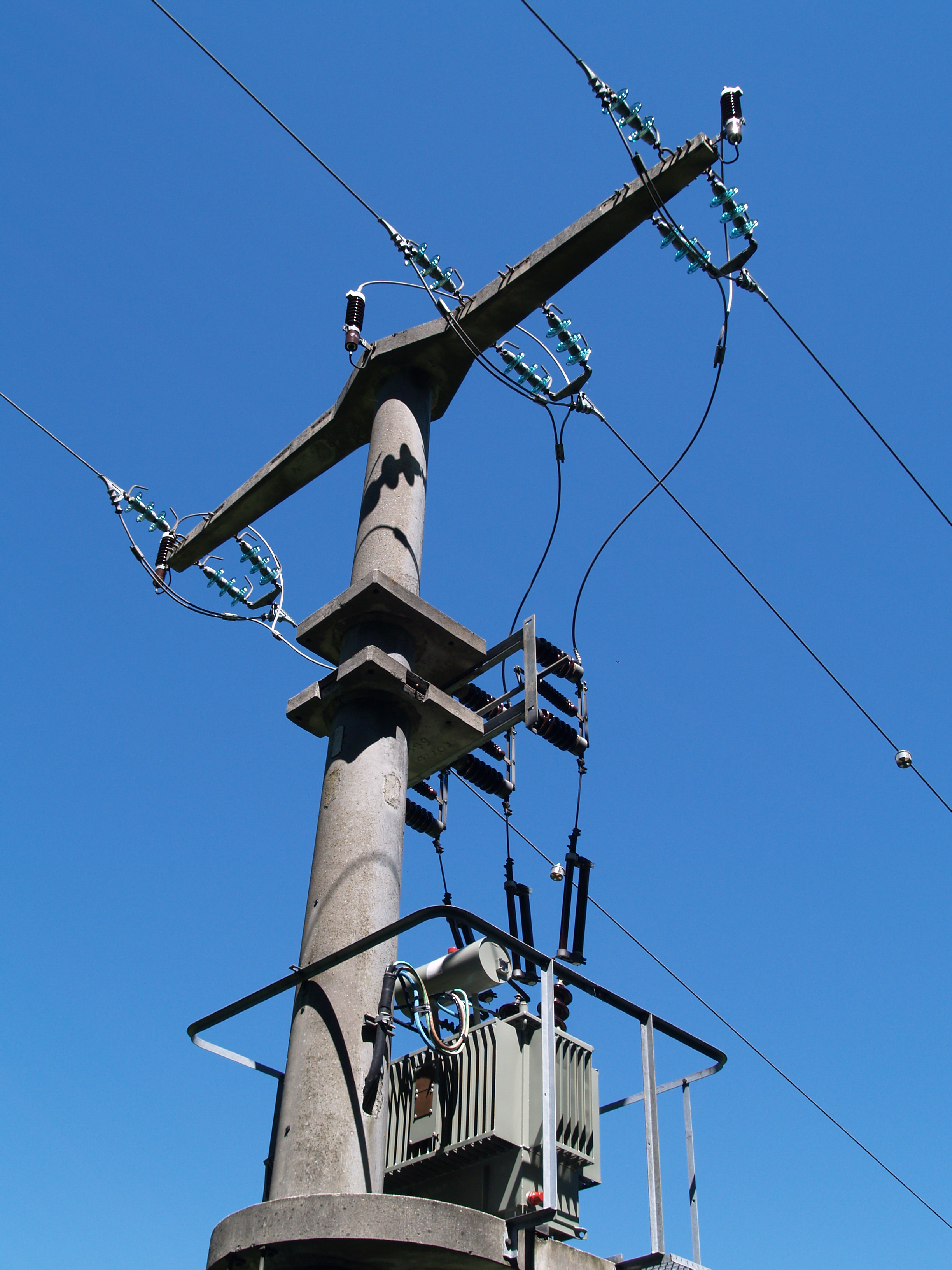
Typischer Beton-Mittelspannungsmast mit trennbarem Abzweig und Masttransformator auf Niederspannung zur Versorgung eines einzelnen Gebäudes.

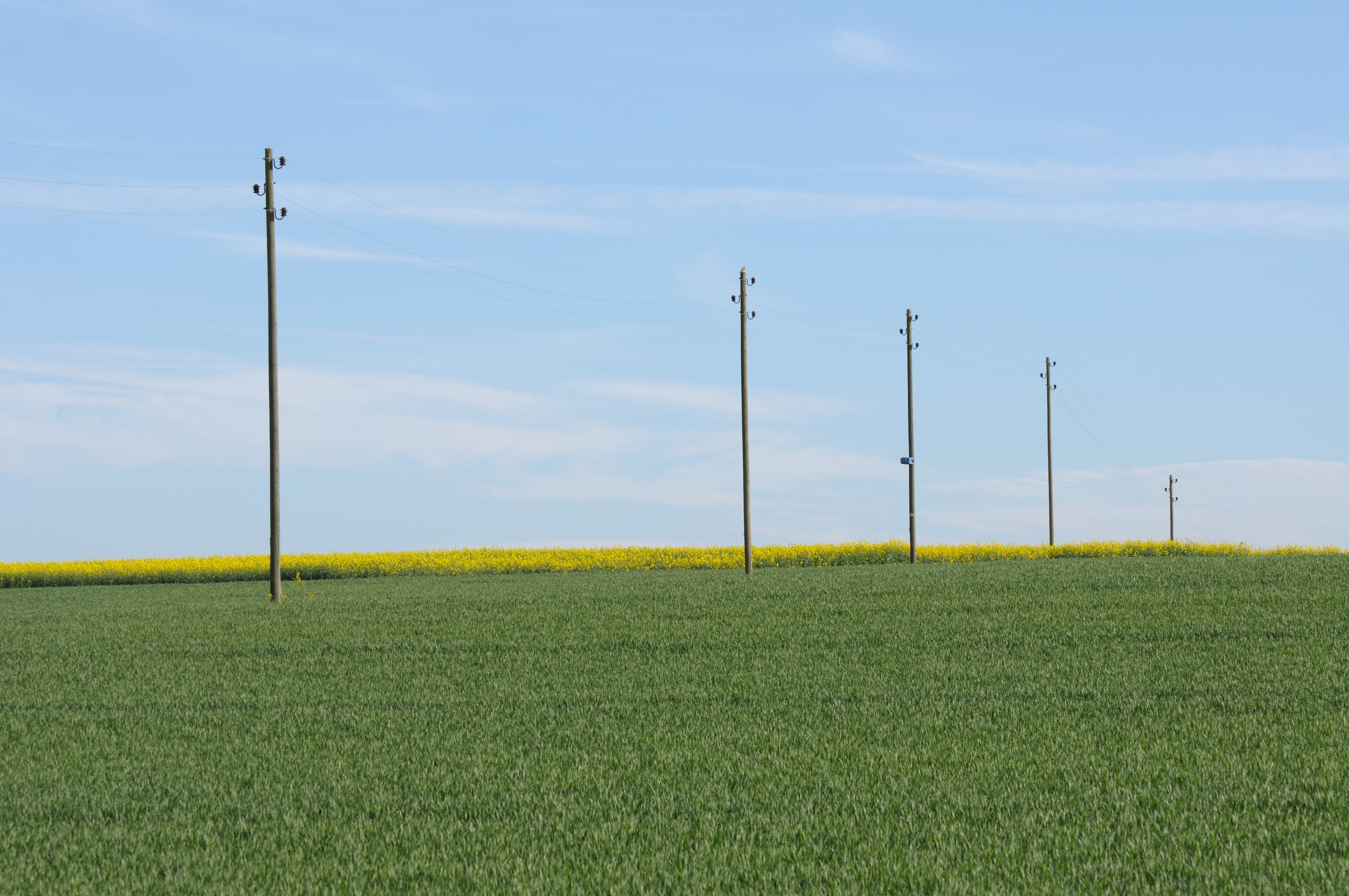
Mittelspannungsleitung bei Dörflingen im Schweizer Kanton Schaffhausen

Mittelspannungsnetze sind ein Teil des Stromnetzes zur Verteilung der elektrischen Energie auf Strecken im Bereich einiger Kilometer bis zu 100 km in ländlichen Bereichen. Sie werden üblicherweise mit Hochspannung von 10 kV oder 20 kV betrieben. Seltener auch mit 30 kV bzw. 35 kV Nennspannung, welche mit einer maximalen Bemessungsspannung von 36 kV bzw. 40,5 kV betrieben werden. Ein Mittelspannungsnetz dient typischerweise der elektrischen Energieversorgung einer Region, die mehrere Ortschaften, oder in Städten einen Stadtteil, umfasst. Des Weiteren werden in der Bahnstrom-Versorgung von Vollbahnen als Fahrleitungsspannung 15 kV mit der Sonderfrequenz 16,7 Hz (früher 16 2⁄3 Hz) und 25 kV mit 50 Hz verwendet.
Unter Mittelspannung wird in der elektrischen Energietechnik eine Hochspannung im Bereich über 1 kV bis einschließlich 52 kV verstanden. Die obere Grenze ist nicht eindeutig festgelegt, nach VDE liegt diese bei 60 kV. Der Begriff Mittelspannung ist nicht genormt bzw. in den Grenzen nicht exakt definiert. So werden die in Schleswig-Holstein noch existenten 60-kV-Leitungen als Mittelspannungsleitungen, in der Schweiz hingegen 50-kV-Leitungen als Hochspannungsleitungen geführt.

## Netzaufbau

### Speisung
Mittelspannungsnetze der regionalen Verteilnetzbetreiber werden im Regelfall in Umspannwerken aus dem übergeordneten Hochspannungsnetz wie der 110-kV-Ebene (Verteilnetzebene) gespeist und dienen der Anspeisung der regional verteilten Transformatorenstationen, welche die einzelnen Niederspannungsnetze zu den Endkunden versorgen. Mittelspannungsnetze dienen nicht dem überregionalen Stromaustausch. Größere Stromkunden, wie beispielsweise Industriebetriebe, Krankenhäuser, aber auch größere Schwimmbäder und größere Rundfunktürme, haben meist eigene Mittelspannungsanschlüsse mit betriebseigener Umspannanlage.
Die für die Versorgung nötigen Leistungstransformatoren zur Anspeisung bewegen sich im Bereich von 20 MVA bis 60 MVA, konkrete Werte hängen stark von dem jeweiligen Netzbetreiber ab. In der Regel sind diese Leistungstransformatoren auch die letzte Ebene, auf der mittels Stufenschalter lastabhängige Spannungsschwankungen ausgeglichen werden können. Bei Bedarf können bei großer Einspeiseleistung von dezentral gewonnenen regenerativen Energieträgern elektronische Mittelspannungsregler eingesetzt werden. Dadurch lässt sich die Spannung fernab vom zentralen Umspannwerk in einzelnen Abschnitten wieder auf einen Sollwert anheben oder absenken. Ein elektronischer Mittelspannungsregler besteht aus zwei Wechselrichtern, die über einen Gleichspannungs-Zwischenkreis verbunden sind. In Abhängigkeit vom Lastzustand regeln diese Spannungsschwankungen lastseitig aus.
Mittelspannungsnetze haben vor jedem Einspeise- und Bezugspunkt immer eine Schaltanlage. Diese können als Freiluftanlage oder in Schrankform ausgeführt sein.

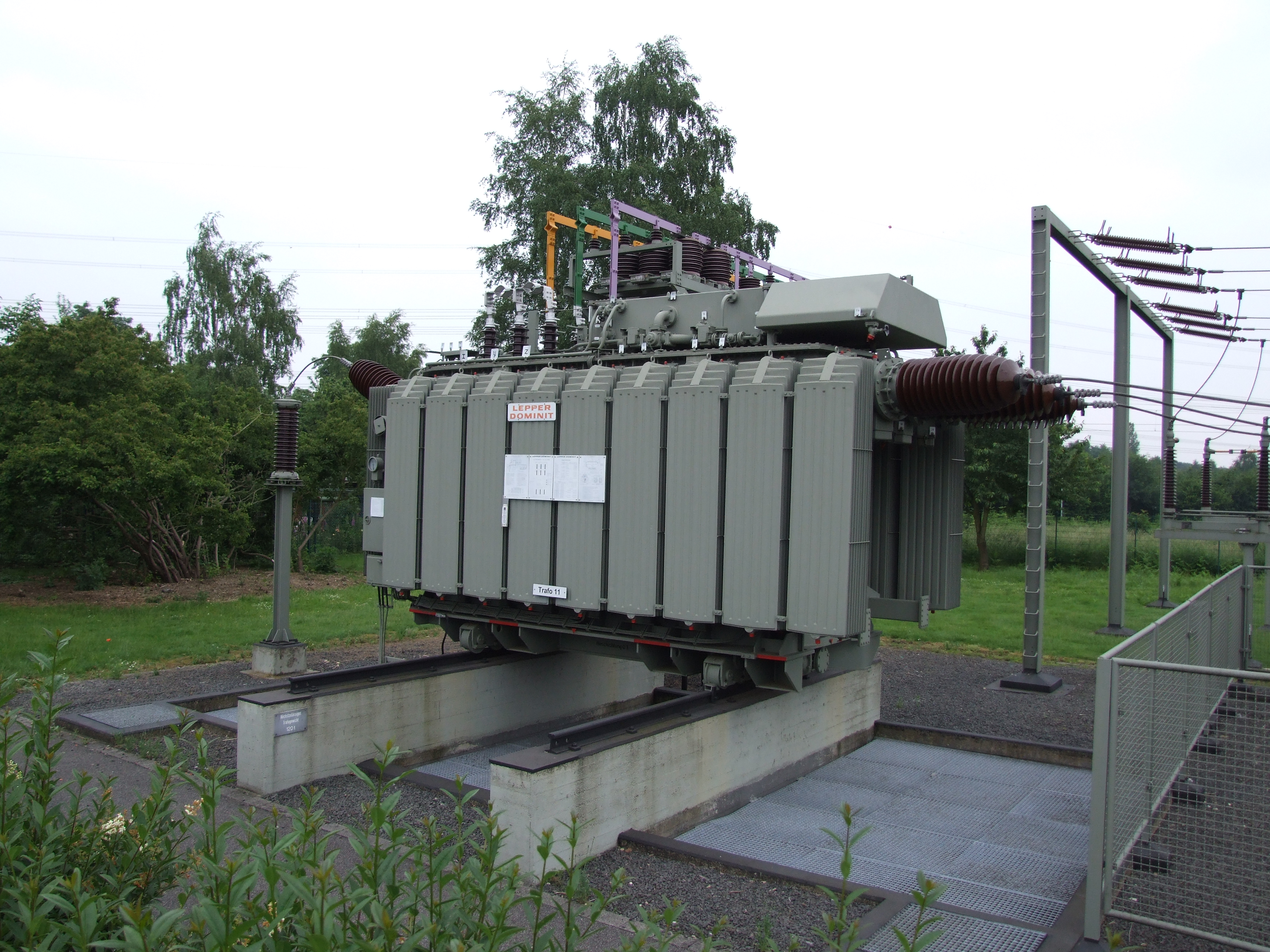
Leistungstransformator zur Speisung eines Mittelspannungsnetzes.
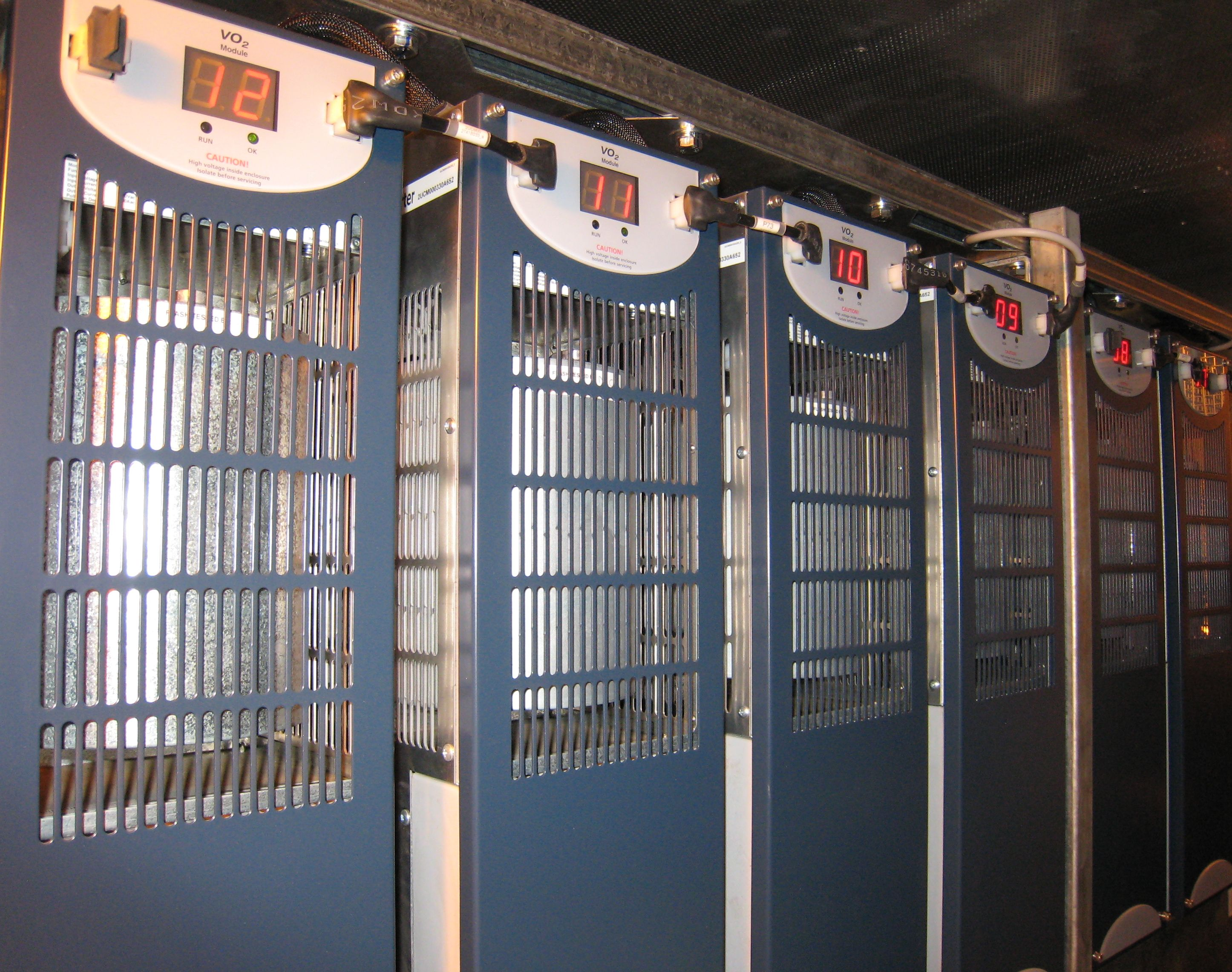
Elektronische Mittelspannungsregler für 20 kV
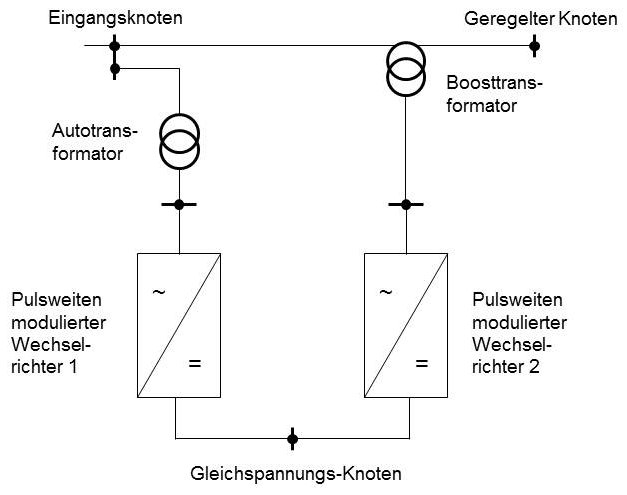
Einliniendiagramm eines elektronischen Mittelspannungsreglers
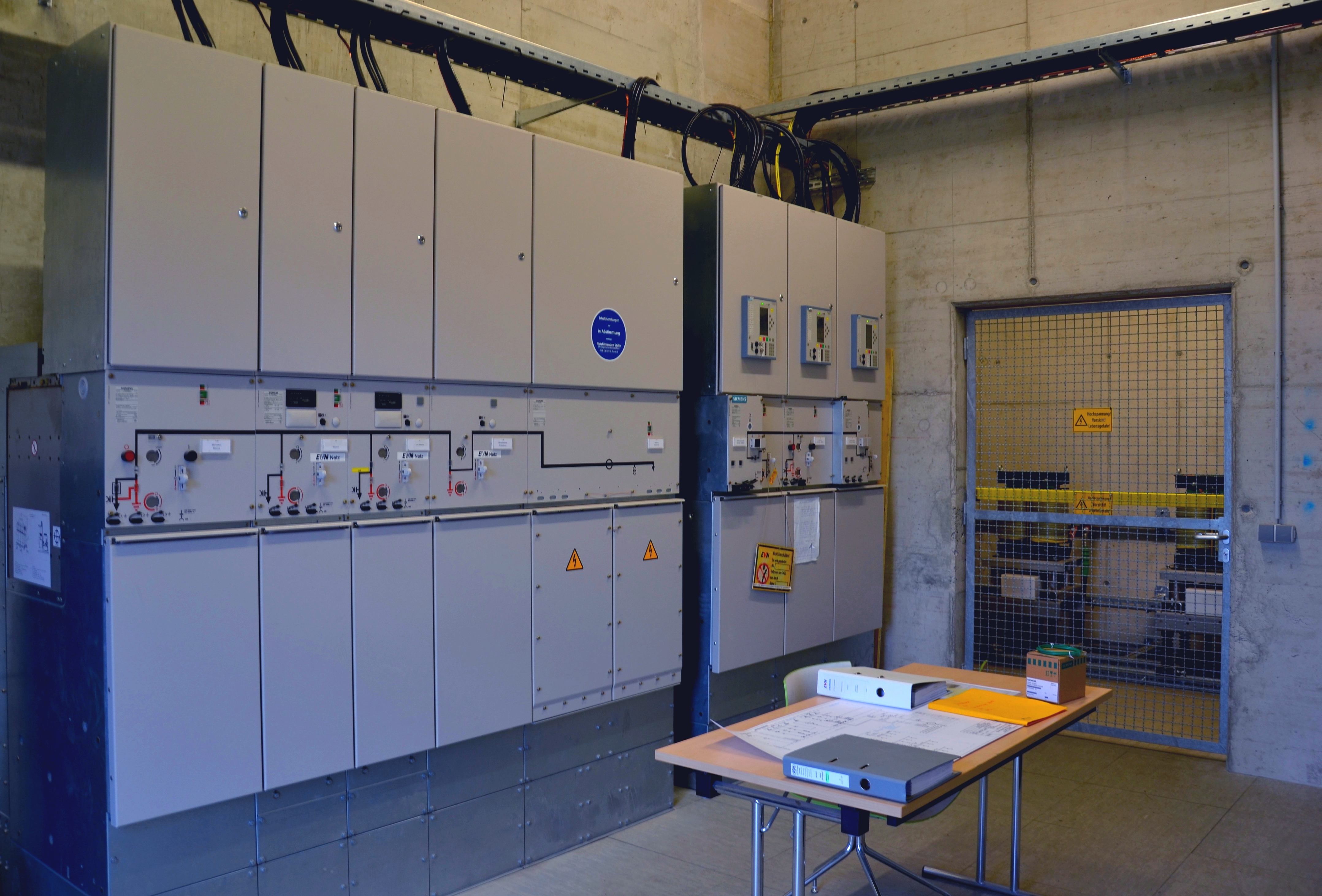
Gekapselte Schaltanlage für 20 kV

### Versorgungssicherheit
Zur Gewährleistung der Versorgungssicherheit werden Mittelspannungsnetze im Regelfall mit Erdschlusskompensation betrieben, bei nur geringer räumlicher Ausdehnung in Ausnahmefällen auch mit isoliertem Sternpunkt – typischerweise ist dies bei Industrienetzen der Fall. Zusätzlich können auch sogenannte Pausenschalter zur Erhöhung der mittleren Versorgungssicherheit bei Freileitungen eingesetzt werden. Diese beschränkt in einem ausgedehnten Mittelspannungsnetz einen längerdauernden Stromausfall auf ein kleineres Versorgungsgebiet.

### Netztopologie
Mittelspannungsnetze sind in der Topologie als Strahlennetz oder als Ringnetz ausgeführt, insbesondere in städtischen Bereichen sind Ringleitungen üblich. Ringleitungen haben den Vorteil, dass ein Leitungsabschnitt, beispielsweise zufolge von Kabelunterbrechungen oder zu Wartungsarbeiten, abgeschaltet werden kann, ohne dass die Versorgung zu den untergeordneten Niederspannungsnetzen unterbrochen wird. Des Weiteren können Mittelspannungsnetze von mehreren Punkten gespeist werden, auch kleinere Kraftwerke wie Windkraftanlagen, Biogasanlagen und große Photovoltaikanlagen speisen in regionale Mittelspannungsnetze ein. Die rechtlichen Rahmenbedingungen dazu sind in Deutschland in der Mittelspannungsrichtlinie festgelegt.

### Steuersignale
Auf Mittelspannungsebene werden teilweise auch noch die so genannten Rundsteuersignale eingespeist, mit denen verschiedene Schalthandlungen auf Niederspannungsebene wie Tarifumschaltungen oder das Ein- und Ausschalten der Straßenbeleuchtung ausgelöst werden. In den meisten Fällen werden diese Signale aber mittlerweile mithilfe der Funkrundsteuertechnik übertragen.

### Leitungen
Mittelspannungsnetze sind im Regelfall in dicht verbauten Regionen als Erdkabel ausgeführt. Auf dem Erdkabel stehende Kürzel, etwa 18/30 gibt die Spannung U0 von 18 kV von Außenleiter zur Umgebung (Erde, Schirmung und Co.) an, die 30 kV Nennspannung bezieht sich auf die Spannungsdifferenz zweier unter Spannung stehende Außenleiter, vereinzelt wird die maximale Bemessungsspannung 36 kV in Klammern dahinter geschrieben: 18/30 (36) kV. Auch Leitungsabschnitte, die durch Wälder führen, werden zunehmend als Erdkabel verlegt, um bei Windbruch Erdschlüsse zu vermeiden. In freien ländlichen Regionen sind Mittelspannungsleitungen, auch aus Kostengründen, als Freileitung ausgeführt. Mittelspannungsfreileitungen werden auf Holz-, Beton- oder Gittermasten installiert. Ihre Leiterseile können auch auf Masten, die auch Stromkreise für höhere Spannungen tragen, untergebracht sein. Es gibt auch für 110 kV ausgelegte Freileitungen, die bis zu einer möglichen späteren Umstellung mit Mittelspannung betrieben werden. Mittelspannungsfreileitungen verwenden praktisch immer Einfachleiter und tragen meist nur einen Stromkreis, auch wenn vielerorts Leitungen mit 2 (und selten) mit noch mehr Stromkreisen existieren. Erdseile sind bei reinen Mittelspannungsfreileitungen selten, ebenso Luftkabel zur Datenübertragung. Mittelspannungsfreileitungen verfügen über viele Abzweigleitungen, die häufig über Masttrenner verfügen, um diese Leitung gezielt vom Netz nehmen zu können. Ein weiteres typisches Element von Mittelspannungsleitungen sind Masttransformatoren zur Stromversorgung kleinerer Verbraucher. Bei Freileitungen werden auch im Mittelspannungsnetz Verfahren wie die automatische Wiedereinschaltung eingesetzt, da die Fehlerursache wie ein auf die Freileitung herabgefallener Ast, Blitzeinschlag o. Ä. oft von selbst verschwindet, und damit die Versorgungssicherheit gesteigert werden kann.

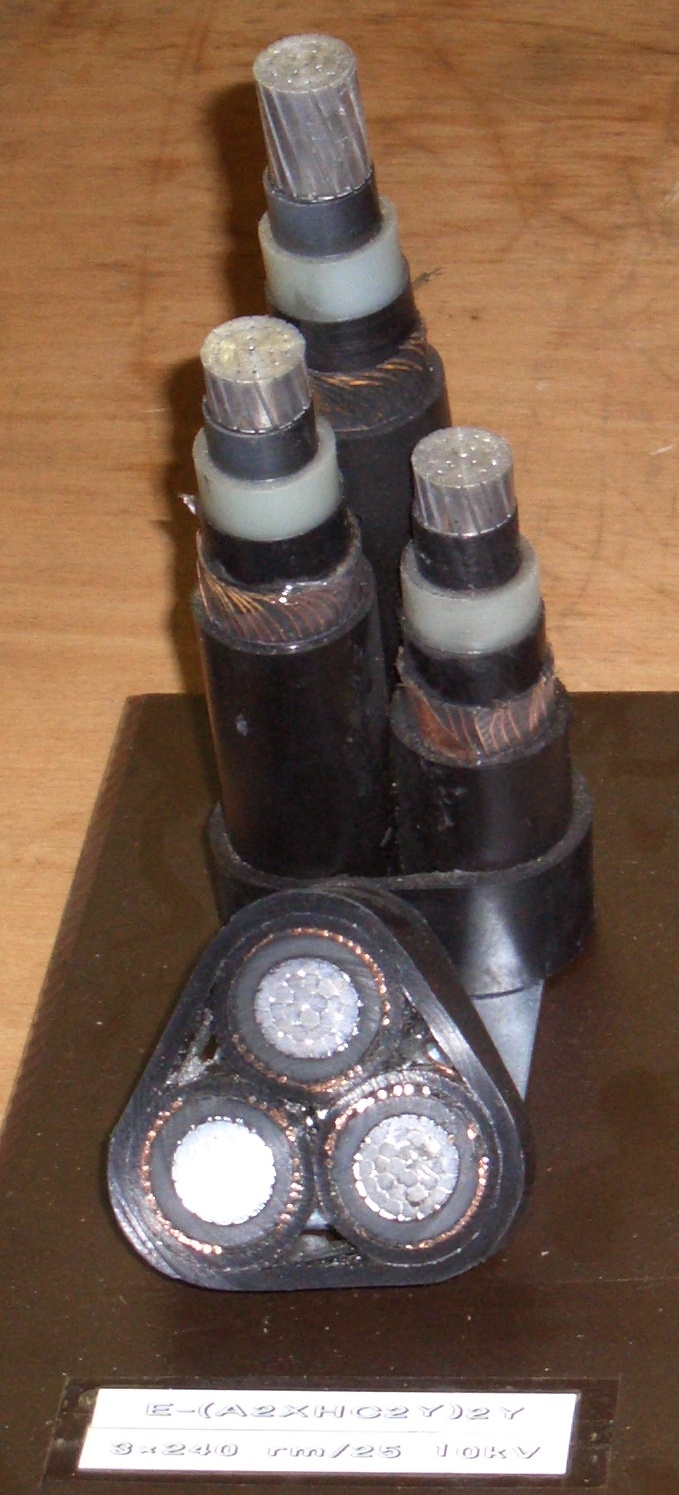
Erdkabel für 10 kV, auch als Höchstädter-Kabel bezeichnet
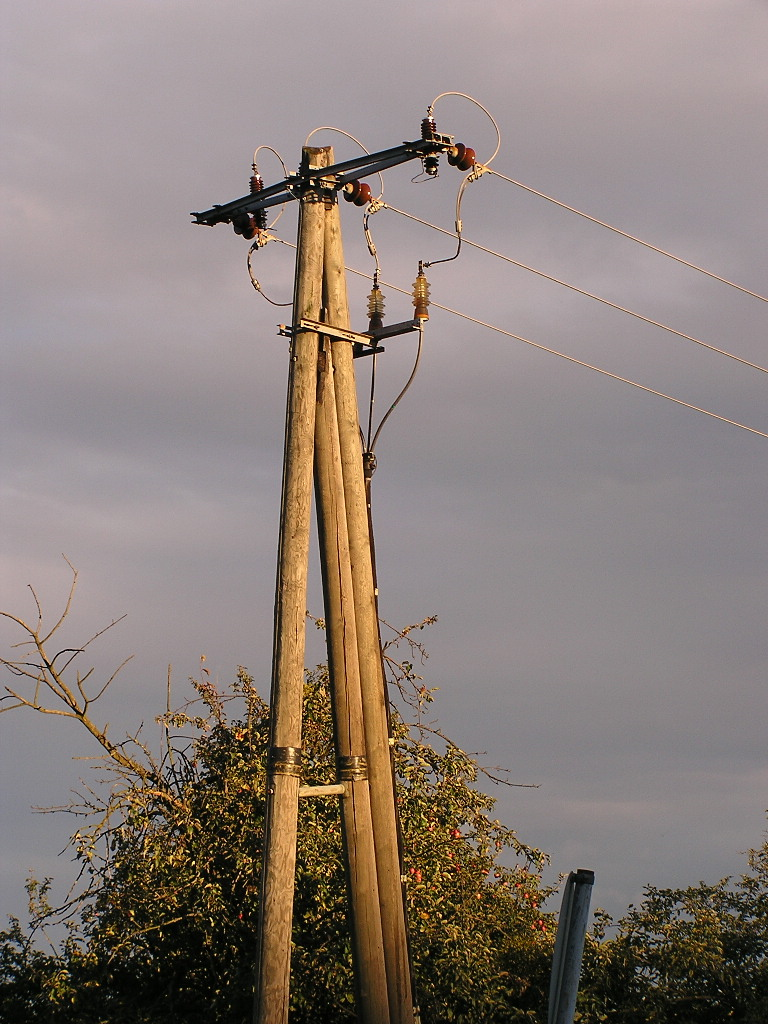
Mittelspannungs-Freileitungsmast für 20 kV, wie er in ländlichen Regionen üblich ist.
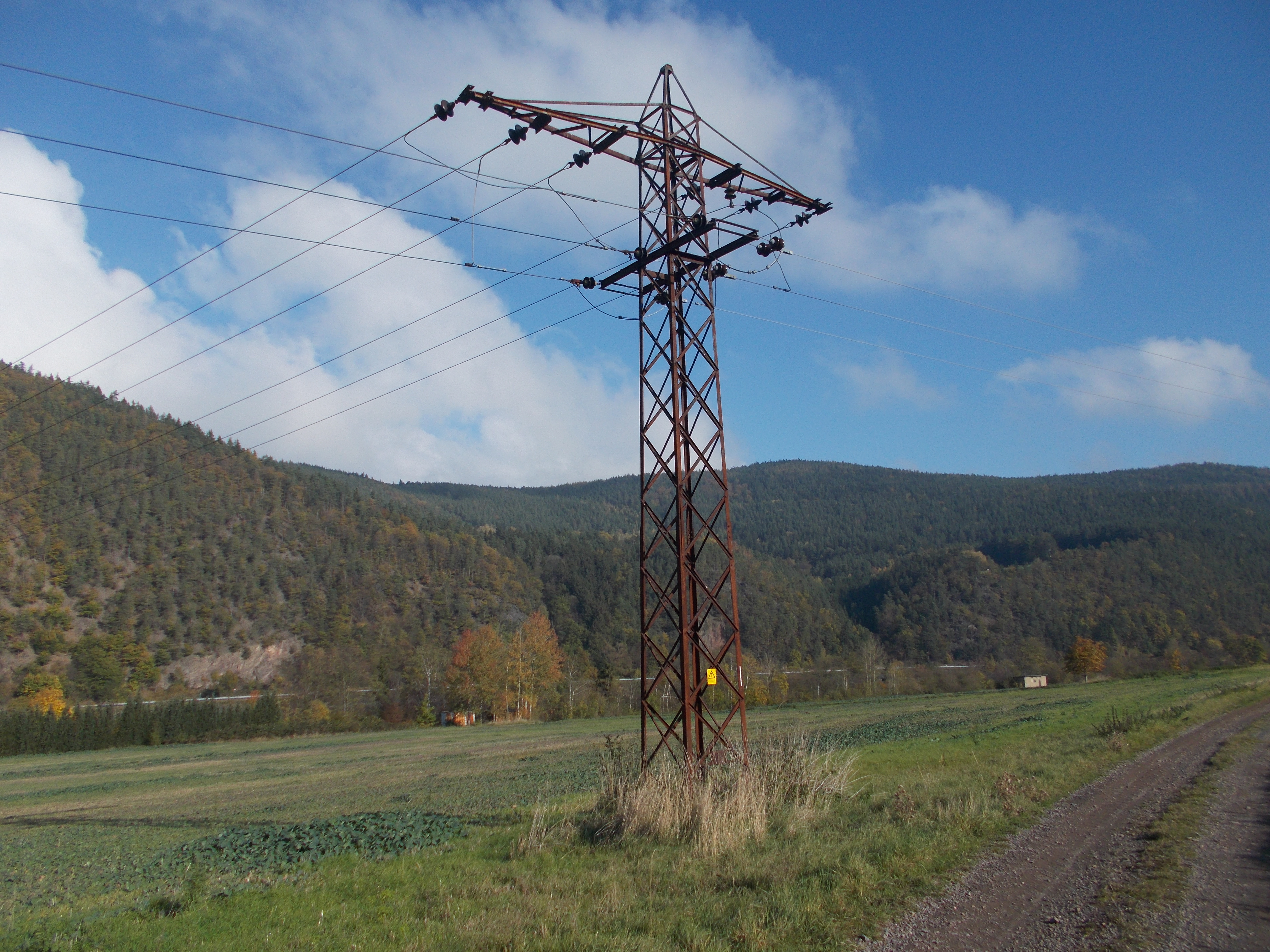
Stahlgittermast für einen Leitungsabzweig
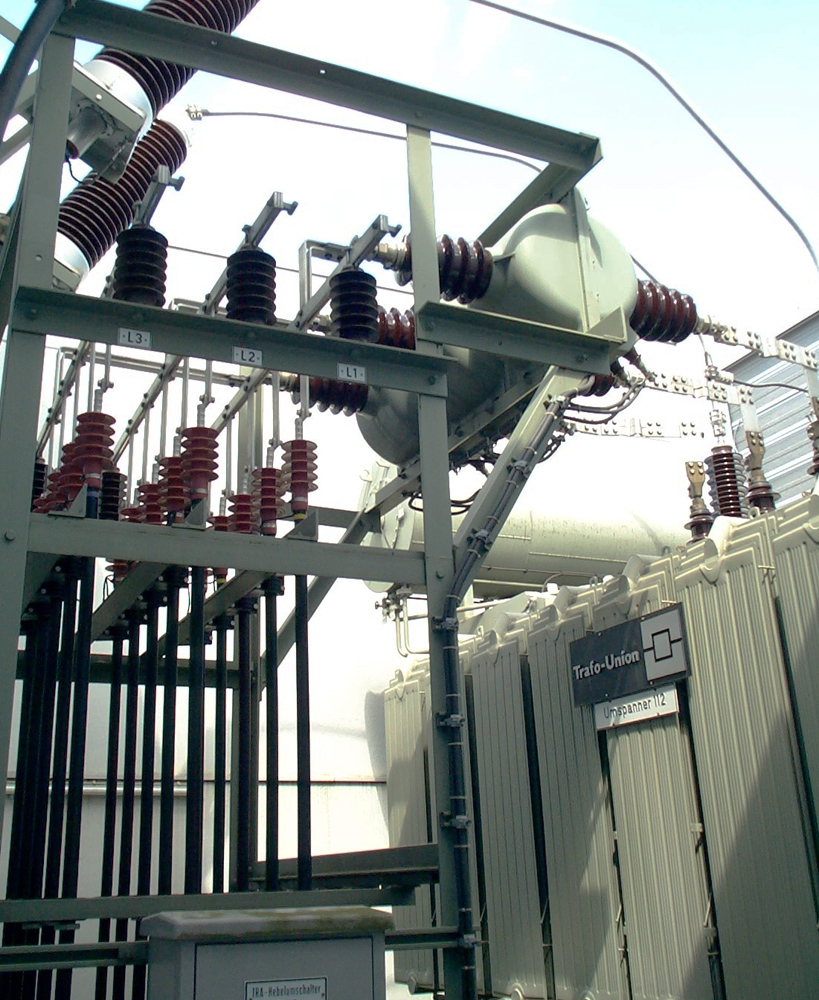
Einspeisewandler für Rundsteuersignale
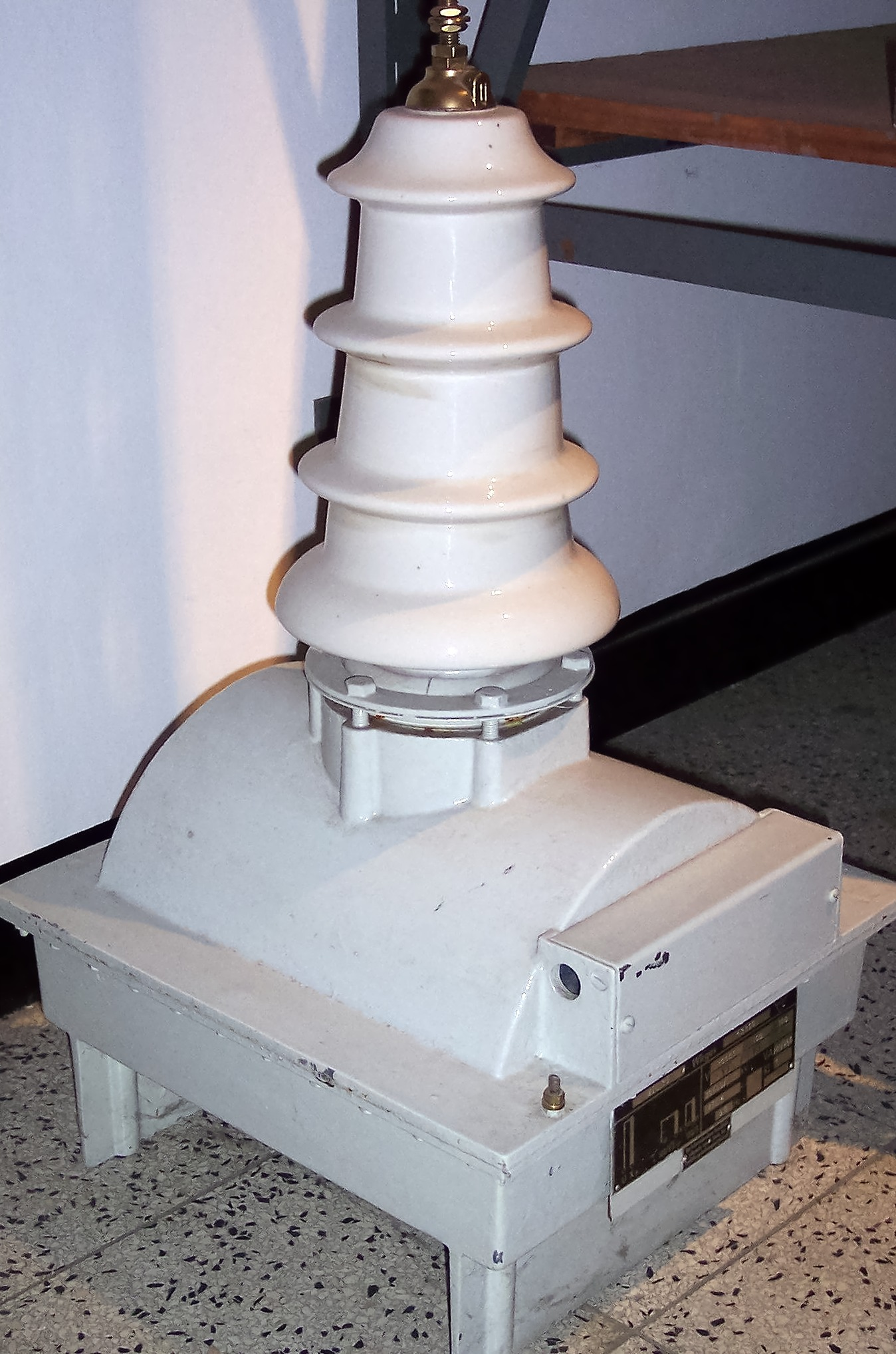
Messwandler von 30 kV auf 100 V/50 Hz
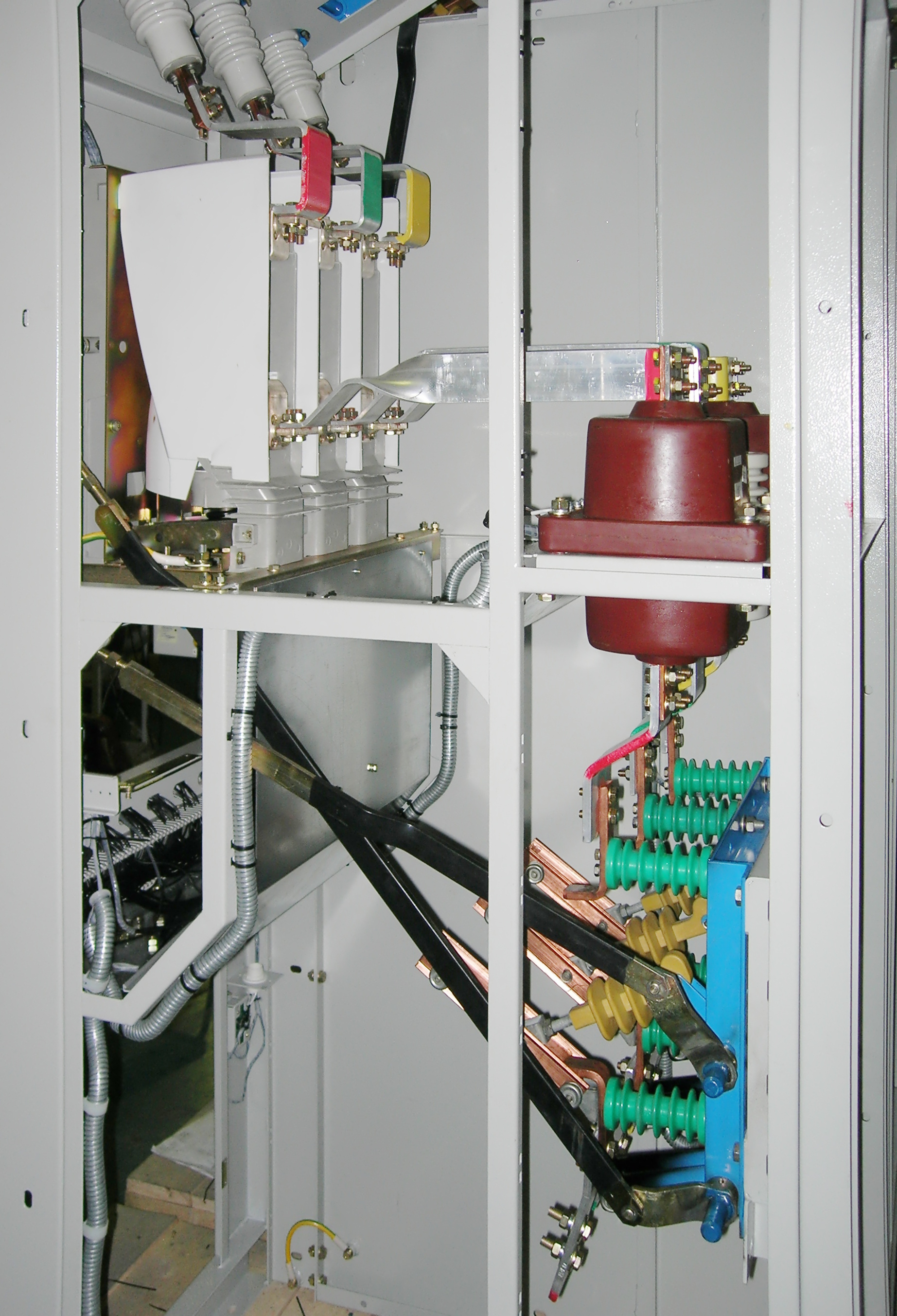
Schaltzelle in offener Bauweise für Mittelspannung
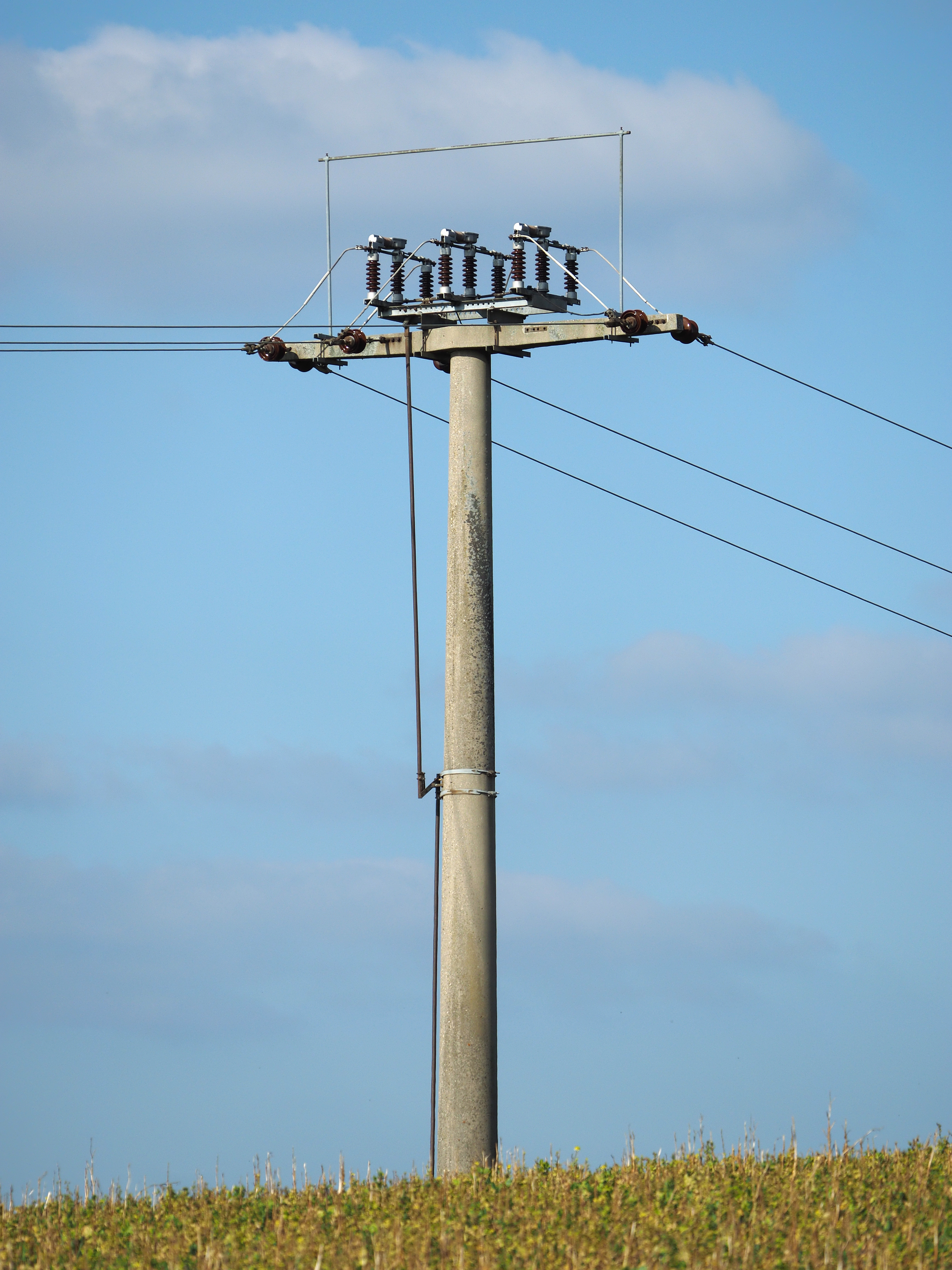
Masttrenner für 20 kV in ländlicher Gegend

### Umspannstationen

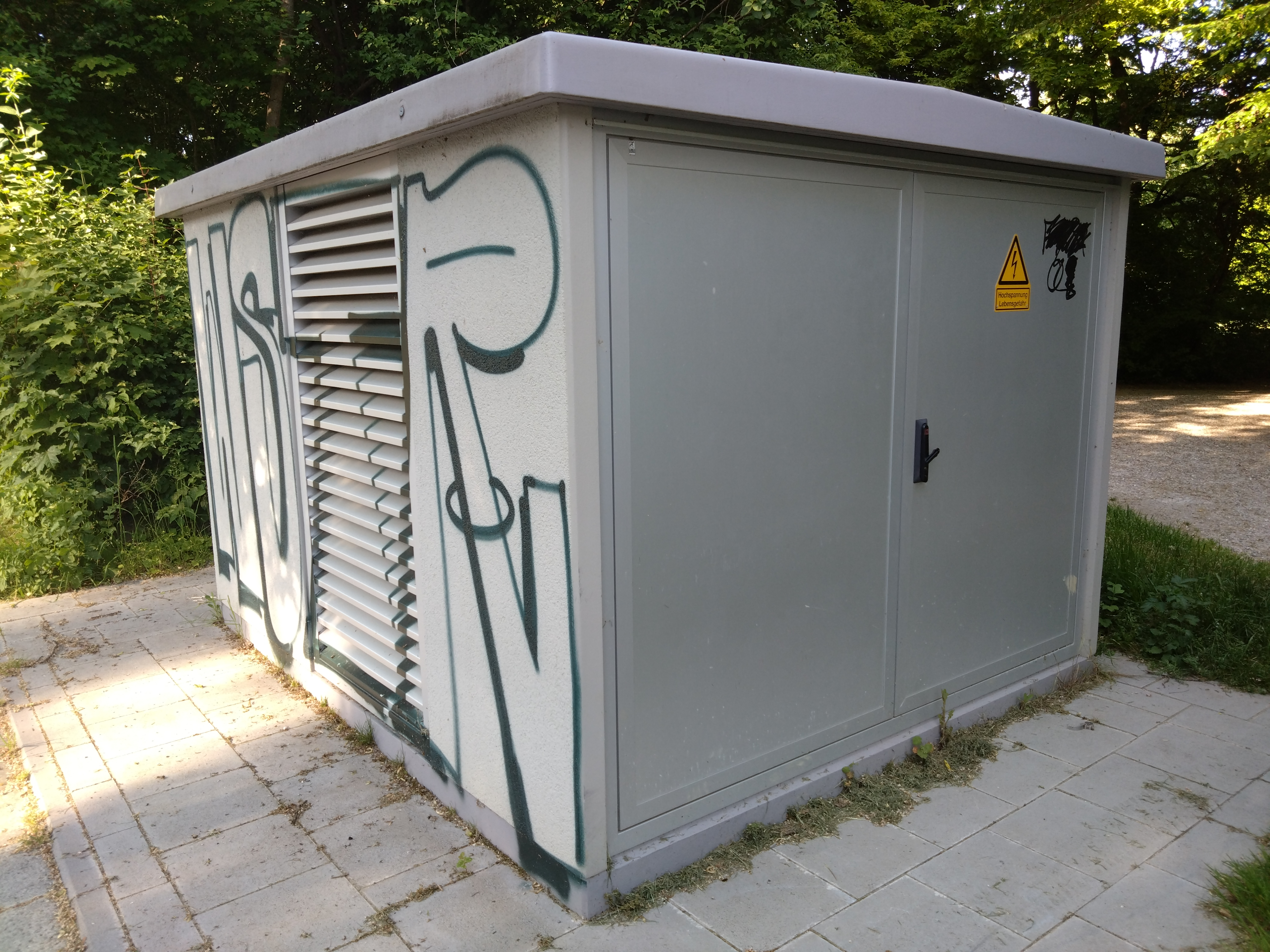
Moderne Umspannstation in kompakter Bauform

Umspannstationen in Mittelspannungsnetzen sind im Regelfall in geschlossenen Gebäuden untergebracht, welche in ländlichen Gegenden häufig als turmartiges Gebäude realisiert sind, an dessen Wand Mittel- und Niederspannungsleitungen enden können.
Umspannstationen, insbesondere in Städten, sind in containerartigen Fertigteilbauten untergebracht. Mittelspannungsumspannstationen können sich auch in Gebäuden befinden. Eine weitere Bauform der Umspannstation ist der auf einem Mast montierte Transformator, der sogenannte Masttransformator. Umspannstationen für Leitungen ab 30 kV können auch als Freileitungsschaltanlage ausgelegt sein. Für 60-kV-Leitungen ist dies, wie für 110-kV-Leitungen, die Regel.

## Länderspezifische Varianten

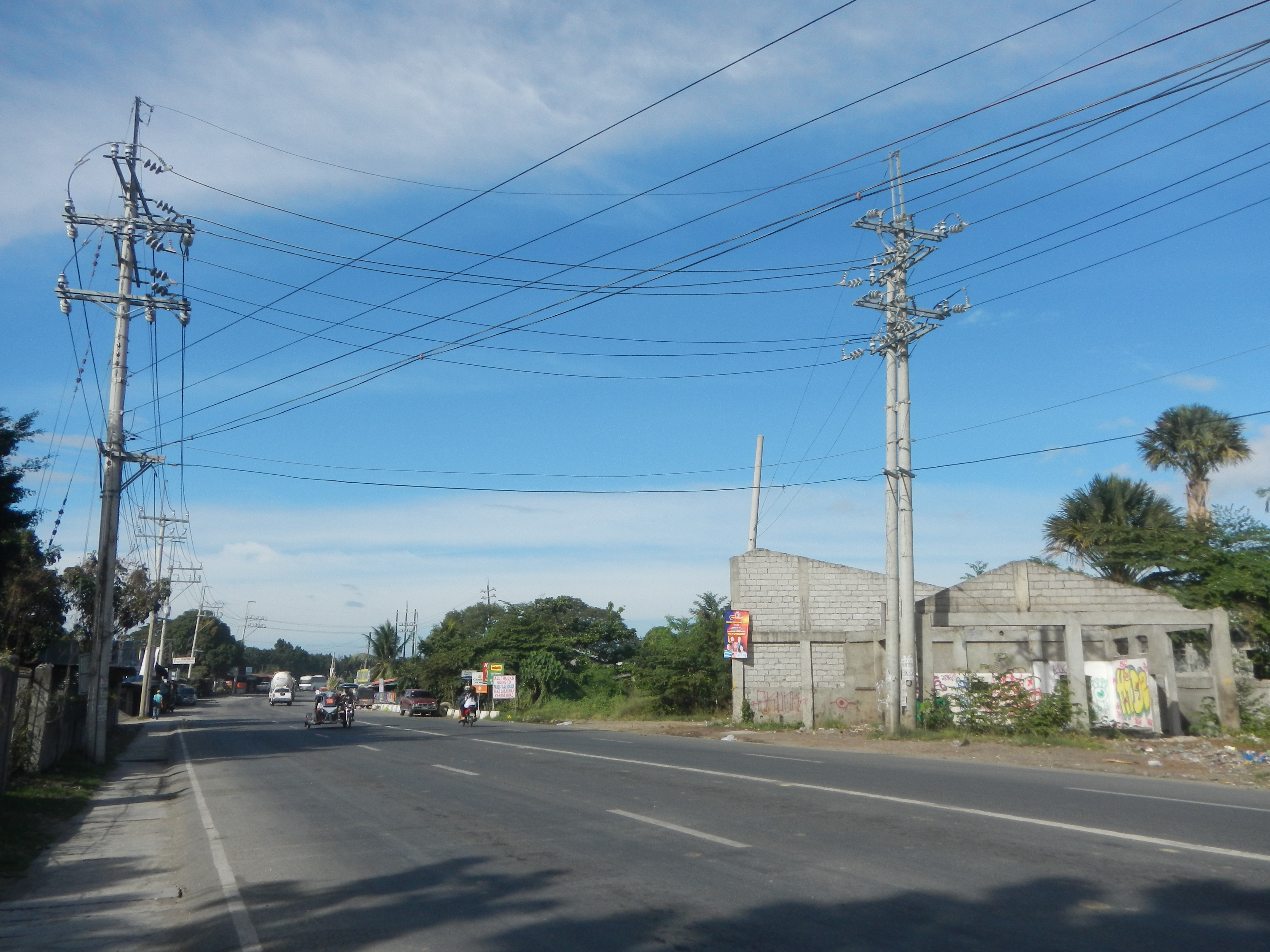
Mittelspannungsleitungen auf Betonmasten entlang einer Hauptstraße in den Philippinen.

Während in Deutschland und den meisten Ländern Europas Mittelspannungsleitungen meist querfeldein verlaufen und innerhalb der Ortschaften in der Regel verkabelt sind, sind in vielen Ländern außerhalb Europas ausgedehnte Netze an Mittelspannungsleitungen zu finden, welche direkt entlang der Straßen verlaufen und z. T. mehrere Systeme mit teilweise unterschiedlichen Spannungsebenen tragen, so dass sich oft ein chaotischer Leitungsverlauf ergibt.

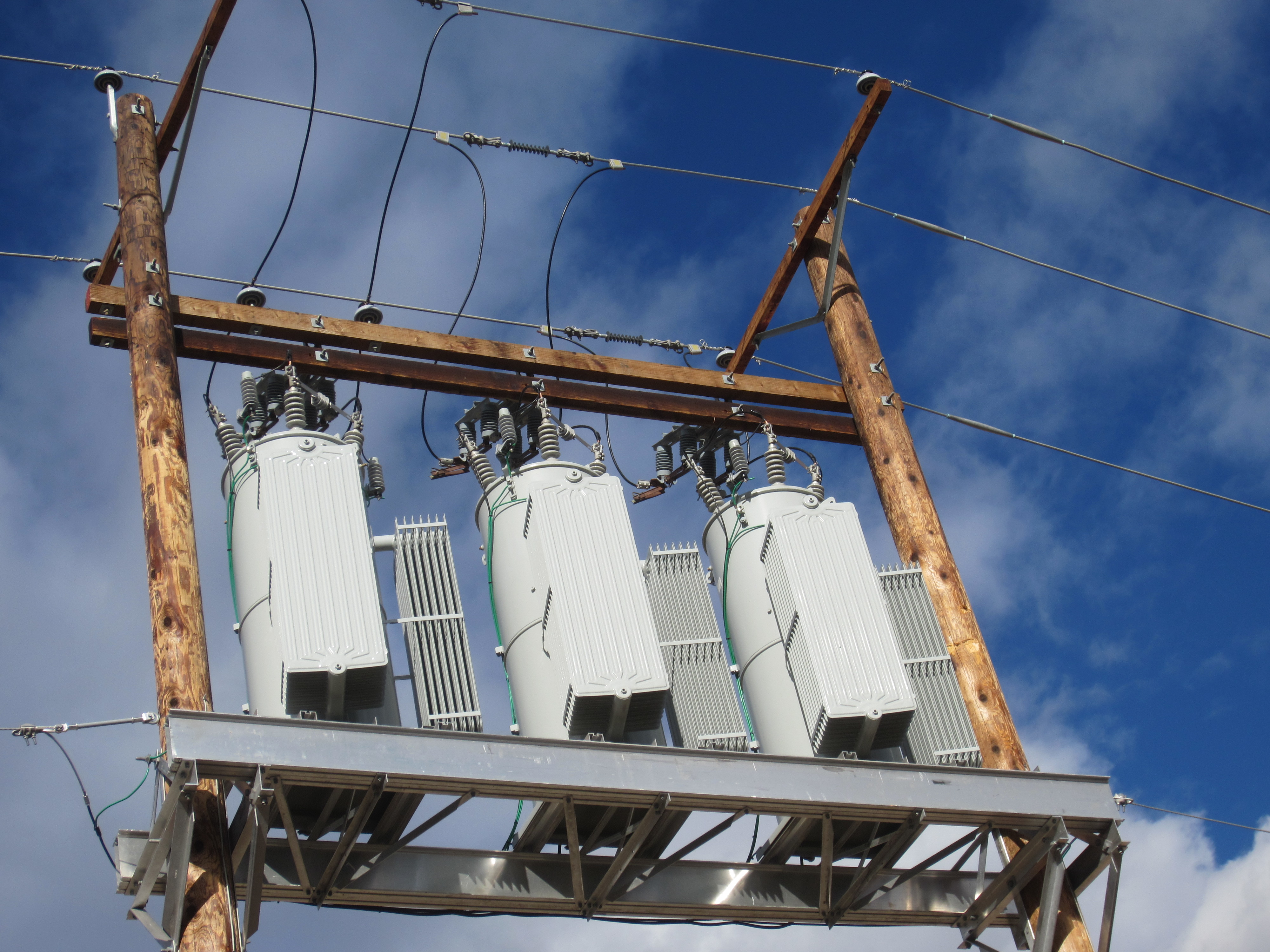
Drei Spartransformatoren in einem Mittelspannungsnetz (25 kV) in Kanada

Insbesondere in ländlichen Gebieten in Australien oder Kanada werden räumlich weit ausgedehnte Mittelspannungsnetze aus Kostengründen als einphasiges Single-Wire-Earth-Return-System (SWER) realisiert. Dabei wird auf Hochspannungsseite nur ein Leiterseil verlegt und die Erdung als betriebsmäßiger Leiter verwendet.
Auch die als Dreiphasennetze realisierten Mittelspannungsnetze sind in diesen Ländern oft so großräumig ausgeführt, dass ein unzulässig hoher Spannungsfall entlang der Leitung auftritt. Um diesen Spannungsverlust zu kompensieren, werden daher räumlich verteilt Spartransformatoren (Autotransformatoren) in Reihe in die Leitung geschaltet, wie in nebenstehender Abbildung in einer kanadischen Freiluftanlage auf einem Holzmast mit drei einzelnen Transformatoren für 14,4 kV dargestellt. Die Spannung kann dabei einstellbar sein und je nach konkreter Lastsituation bis zu 10 % angehoben werden.
In manchen Gebieten, wie in Deutschland im Regierungsbezirk Münster, existieren zwei Mittelspannungsebenen mit 30 kV und 10 kV parallel. Hierbei dient erstere der Grobverteilung und letztere der Feinverteilung.

## Sonstige Leitungen im Mittelspannungsbereich
Auch wenn nicht als Mittelspannungsnetz bezeichnet, übernimmt die Oberleitung oder Stromschiene elektrischer Bahnen, deren Betriebsspannung bei Vollbahnen meist im Mittelspannungsbereich liegt (siehe Liste der Bahnstromsysteme), die Verteilung der Energie zu den Verbrauchern, hier den Schienenfahrzeugen. Nicht immer liegt das Umspannwerk, welches zur Versorgung einer Bahnlinie dient, direkt neben der Bahnlinie und manchmal soll über dieses noch eine weitere, in der Nähe gelegene Bahnlinie versorgt werden. In diesen Fällen werden spezielle Leitungen zwischen den Umspannwerk und der Bahnlinie errichtet. Da diese Leitungen oft hohe Ströme transportieren müssen, können hier auch Bündelleiter zum Einsatz kommen. Realisierte Anlagen dieser Art sind zum Beispiel die Leitungsverbindung Flörsheim-Raunheim, in Luxemburg-Beggen, in Ploiesti, Rumänien und in Konin, Polen.
Speiseleitungen von Sendeantennen, die Wellen im Längst-, Lang-, Mittel- oder Kurzwellenbereich abstrahlen, sind auch häufig Leitungen im Mittelspannungsbereich und bei manchen Anlagen auch oberirdisch, zum Beispiel als Reusenleitung verlegt, wobei es auch vorkommen kann, dass sie außerhalb des Areals der Sendeanlage verlegt sind. Auch Sendeantennen (selbststrahlende Masten, Drahtantennen usw.) von Sendern, die im Längst-, Lang-, Mittel- oder Kurzwellenbereich arbeiten, sind bei entsprechender Sendeleistung Mittelspannungsleitungen im weiteren Sinn.

## Naturschutz
Am 31. Dezember 2012 ist im § 41 des deutschen Bundesnaturschutzgesetzes die Regelung in Kraft getreten, dass an Freileitungen des Mittelspannungsnetzes mit hoher Gefährdung für Vögel entsprechende Schutzvorrichtungen wie Vogelschutzarmaturen anzubringen sind.